# Whitley Strieber
Whitley Strieber, född 13 juni 1945 i San Antonio, Texas, är en amerikansk författare.
Strieber är främst känd som skräck- och science fictionförfattare. I mitten av 1980-talet blev han ytterligare känd för sina självbiografiska böcker om UFO-fenomen och sina påstådda möten med, och bortförande av, utomjordingar (tex Närkontakt). Bland hans tidiga skräckromaner finns The Wolfen och The Hunger, vilka båda, liksom Närkontakt, har filmatiserats.
Han är också medförfattare till boken The Coming Global Superstorm, som var inspiration till katastroffilmen The Day After Tomorrow från 2004. Inför filmens premiär skrev han även en romanversion av filmen.

## Närkontakt
I boken Närkontakt (eng. Communion), som skildrar vad författaren påstår vara verkliga upplevelser, berättar Strieber om hur han den 4 oktober respektive den 26 december 1985 motvilligt kommit i kontakt med okända entiteter han kallar "besökarna". Minnena från dessa möten är till en början mer eller mindre dolda - Strieber minns endast fragment, täckminnen, och en allmän känsla av att något märkligt hänt. Till de märkliga minnena hör intrycket av att en uggla suttit och tittat in på honom genom sovrumsfönstret, explosionsliknande ljud, oförklarliga ljus i natten, och en övertygelse om att huset stått i brand. Så sakteliga kliver fler fragmentariska minnen, av att där funnits främmande besökare i huset, fram - och Strieber blir allt mer oroad. Hans psykiska och fysiska hälsa försämras, med huvudvärk, trötthet, feberliknande tillstånd, depression, koncentrationssvårigheter, oro, irritation, och rädsla. Bitvis undrar han om han kommit att bli galen, men bestämmer sig för som en sista utväg för att anlita en hypnotisör i hopp om att gräva fram förträngda minnen. Med honom vid dessa hypnossessioner finns Budd Hopkins, känd som konstnär såväl som UFO-entusiast. Vid sessionerna kommer det snart fram att Strieber upplevt möten med märkliga väsen - kanske utomjordiskt liv, Strieber vill inte sluta sig till någon absolut klassificering av varelserna, men dras ändå till tanken på en eventuell koppling till UFO-fenomenet. Varelserna Strieber möter ter sig, åtminstone till en början, fruktansvärt skrämmande. Det finns flera olika typer, somliga är robotliknande, andra stora och mörk-grå-blå, men de mest prominenta är små, grå-beige, kalhuvade, med stora, sneda, svarta ögon, och en lukt som påminde om en blandning mellan papp och något surt organiskt material. Strieber minns hur dessa kommit till hans hem om natten, klivit in i hans sovrum, och fört med honom till ett okänt laboratorium. Där hade de utfört olika kroppsliga såväl som psykiska experiment på honom. Bland annat visade de för honom, med hjälp av en liten silverfärgad stav som då den fördes till en punkt ovanför näsan fick bilder att manifesteras i hans huvud, hur jorden sprängs, och hur hans son befinner sig i en grön trädgård. Efter upprepade hypnossessioner mår Strieber bättre, lär sig handskas med sina minnen, och kommer i kontakt med andra som haft liknande bortföringserfarenheter.
Stiebers bok fick stort gensvar och låg på topplistan i USA då den släpptes år 1987. Därtill mottog Strieber efter boksläppet tusentals brev från läsare som menade sig dela hans upplevelser.

## Böcker utgivna på svenska
- 1979 - Varulvarna ISBN 91-582-0032-0
- 1986 - K-dagen och vägen vidare ISBN 91-1-852312-9
- 1987 - Skuggornas varg ISBN 91-48-51420-9
- 1988 - Närkontakt ISBN 91-37-09574-9
- 1989 - Genombrott ISBN 91-37-09723-7
- 1992 - Hemligstämplat ISBN 91-7131-017-7
- 1993 - Billy ISBN 91-7131-032-0